# Scincella punctatolineata
Scincella punctatolineata — вид сцинкоподібних ящірок родини сцинкових (Scincidae). Мешкає в М'янмі і Таїланді.

## Поширення і екологія
Scincella punctatolineata відомі за кількома зразками, зібраними в М'янмі, а також в національних парках Сай-Йок і Ераван в таїландській провінції Канчанабурі. Вони живуть у вологих тропічних лісах в передгір'ях та в гірських вічнозелених і мішаних лісах. Зустрічаються на висоті до 1240 м над рівнем моря. 